# Científico loco

El estereotipo del científico loco suele representarse como un varón caucásico, anciano, desgreñado, con bata de laboratorio, gafas y pose dramática, muchas veces acompañado de su tradicional "risa malvada".

Un ''científico loco'' es un personaje tipo (estereotipo) de la narrativa popular que puede ser malvado o benigno, pero que es siempre despistado. Psicótico, excéntrico o sencillamente torpe, el científico loco trabaja a menudo con tecnología completamente ficticia, con el objetivo de facilitar sus planes más o menos perversos. Alternativamente, no nota la inmoralidad que deriva de la arrogancia de "jugar a ser Dios". 
Aunque inicialmente se representó al científico loco como antagonista en las obras de ficción, a causa de la reciente difusión de la cultura geek, las representaciones modernas de los científicos locos a menudo son satíricas y humorísticas, en lugar de críticas. Algunos son incluso protagonistas de ficciones, como Dexter en la serie de dibujos animados El laboratorio de Dexter.

## Características distintivas

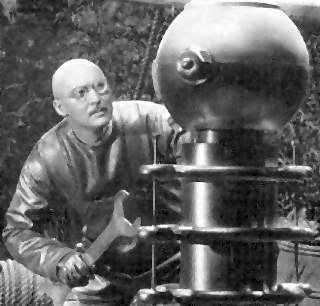
El científico loco Dr. Alexander Thorkel, interpretado por Albert Dekker, en la película Dr. Cyclops (1940).

Los científicos locos generalmente se caracterizan por tener un comportamiento obsesivo y por el empleo de métodos extremadamente peligrosos o muy poco ortodoxos. A menudo están motivados por la venganza, en la tentativa de vengarse de las mofas y burlas, reales o imaginarias, como consecuencia de sus investigaciones extrañas y no ortodoxas.
Sus laboratorios a menudo hierven de bobinas de Tesla, generadores de Van de Graaff, generadores de movimiento perpetuo y otros extraños mecanismos electrónicos del aspecto extravagante, o llenos de probetas y complicados aparatos de destilación, que contienen extraños líquidos de colores cuya utilidad se desconoce.
Otras peculiaridades incluyen:
- Perseguir la investigación científica a toda costa sin preocuparse de sus consecuencias destructivas o incluso éticas, como violar el Código de Núremberg.
- La autoexperimentación.
- El creerse una divinidad, jugando con la Naturaleza.
- La falta de relaciones sociales normales, a menudo hasta el punto de ser “ermitaños”.
- Permanente apariencia descuidada, en ocasiones presencia de deformidades físicas, y desmemoriados a la hora de realizar tareas básicas y poco interesantes porque, como buenos sabios, son muy distraídos para ello.
- En las películas o dibujos animados en lengua inglesa, el hablar con un acento alemán o de Europa del Este. Esto se debe en gran parte a la emigración masiva a los Estados Unidos de científicos europeos en dos oleadas: la primera, antes de la Segunda Guerra Mundial, cuando escapaban del nazismo, y la segunda después de la guerra, bien cuando escapaban de la Unión Soviética, o bien eran antiguos empleados de los nazis que huían a Estados Unidos (véase Operación Paperclip). En algunos doblajes al español también aparecen imitando dichos acentos.
- En los villanos, la risa malévola, especialmente cuando sus experimentos alcanzan el clímax.
- La posesión de algún título académico, normalmente de Doctor o Profesor.
- Son, casi invariablemente, varones blancos.

Ver diferencias con Genio malvado
Hay que indicar que la mayor parte de estos rasgos no son más que exageraciones de los típicos estereotipos del comportamiento normal de un científico: los científicos a menudo son obsesivos con respecto a su propio trabajo, se desinteresan de las consideraciones sociales que interfieren con sus objetivos, adoptando continuamente una visión del mundo "descuidada", etc.
Quizás también sea interesante señalar que el público general suele tener contacto con científicos activos durante su etapa universitaria. En este entorno tan estratificado, no es raro tener una impresión de egoísmo en los profesores, de obsesión por sus investigaciones personales o de indiferencia.
Como arquetipo narrativo, el científico loco se puede ver como la representación del miedo a lo desconocido, de las consecuencias que resultan cuando la humanidad osa entrometerse en "cosas que es mejor dejarlas como están". Similarmente, la tendencia de los científicos locos de jugar a ser Dios puede ser una extensión de las diferencias entre la religión y la ciencia, como ejemplifican los argumentos sobre la teoría de la evolución, uno de los temas preferidos por los científicos locos, que a menudo crean bestias y monstruos fantásticos en sus laboratorios. Cuando cobró vida el monstruo de Frankenstein, su creador, Víctor Frankenstein exclamó: “¡Ahora sé como se siente Dios!”. Esta frase fue considerada polémica y fue censurada en la versión cinematográfica de 1931.

## Historia

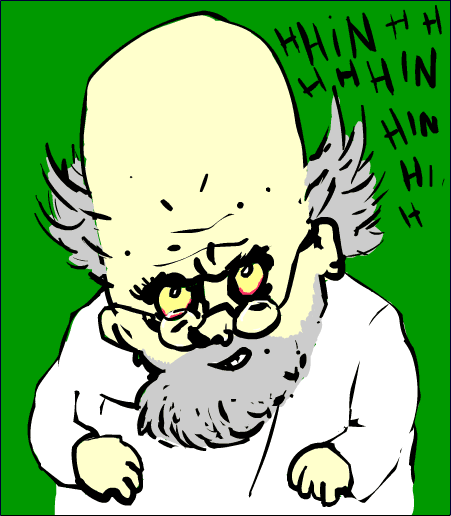
Imagen típica de un científico loco.

### Precursores
Desde la antigüedad, la imaginación popular giró en torno a figuras arquetípicas que poseían el conocimiento esotérico. Los chamanes y curanderos recibían un tratamiento especial, porque se le tenía miedo a sus supuestas habilidades para conjurar bestias y crear demonios. Compartieron muchas de las características que posteriormente fueron trasladadas a los científicos locos, como por ejemplo su comportamiento excéntrico, su condición de ermitaños y su habilidad de crear vida.
Como consecuencia de la llegada del cristianismo, las creencias animísticas se debilitaron o desaparecieron en la cultura occidental, y nació una nueva disciplina que se propuso manipular la naturaleza: la alquimia. Los alquimistas fueron conocidos por su comportamiento extravagante, a menudo causado por el envenenamiento por mercurio, en el caso de Isaac Newton por ejemplo. Su ambición común fue crear el homunculus, un humano artificial. La alquimia decayó con la llegada de la ciencia moderna y el método científico durante la Ilustración.

### Nacimiento de la ciencia y la ciencia ficción
Desde el siglo XIX, las representaciones imaginarias de la ciencia han oscilado entre las nociones de ciencia como salvadora de la sociedad y de su ruina. Consecuentemente, las representaciones de los científicos en la narrativa variaron entre el virtuoso y el degenerado, entre el cuerdo y el loco. En el siglo XX, el optimismo por el progreso fue la actitud más común hacia la ciencia, pero las ansiedades latentes acerca de desvelar "los secretos de la naturaleza" saldrían a la superficie siguiendo al creciente rol de la ciencia en asuntos de guerra. 
El científico loco por antonomasia en la narrativa fue el doctor Víctor Frankenstein, creador del así llamado monstruo de Frankenstein. La criatura, que hizo su primera aparición en 1818 en la novela Frankenstein o El moderno Prometeo de Mary Shelley. Aunque Víctor von Frankenstein fuera un personaje positivo, en la novela de Shelley está presente el elemento crítico de llevar a cabo experimentos prohibidos que atraviesan límites que no deberían ser “atravesados”. Además Frankenstein fue educado como alquimista y como científico moderno, haciéndolo así de “puente” entre dos eras de un arquetipo en evolución. Su monstruo es, esencialmente, el homunculus de una nueva forma de literatura, la ciencia ficción.
La película de 1927 Metrópolis, dirigida por el director expresionista austríaco Fritz Lang, llevó al cine el arquetipo del científico loco con el personaje de Rotwang, el genio malvado cuyas máquinas dan vida a la ciudad distópica que da el título a la película. El laboratorio de Rotwang influyó a muchas películas posteriores con sus arcos luminosos, aparatos hirvientes y con una complicadísima colección de indicadores y botones. Interpretado por el actor Rudolf Klein-Rogge, Rotwang es el prototipo del científico loco en conflicto con él mismo; aunque sea dueño de un poder científico casi místico, es esclavo de sus deseos de poder y venganza. También el aspecto de Rotwang tuvo su influencia: pelo desordenado, mirada endemoniada y su laboratorio fascistoide, se hicieron enseguida características comunes a los científicos locos. Hasta su mano derecha mecánica se convirtió en una marca del poder del científico loco, repetida en el Dr. Strangelove de Stanley Kubrick.
No obstante, la impresión esencialmente benigna y progresista de la ciencia en la mente del público continuó inalterada, ejemplificada por la optimista exposición "Century of Progress", siglo del progreso, de Chicago en 1933, y en la exposición mundial "World of Tomorrow", El mundo de mañana, de Nueva York en 1939. Después de la Primera Guerra Mundial, la actitud del público comenzó a cambiar, aunque solo ligeramente, cuando la guerra química y el avión se convirtieron en las armas más temibles de la época. Por ejemplo, de toda la ciencia ficción producida antes de 1914 que trató el tema del fin del mundo, dos tercios tuvieron causas naturales, como la colisión de un asteroide, y el otro tercio se debió a un fin causado por los seres humanos, del cual la mitad fue accidental y la otra mitad voluntario. Después de 1914, la idea de un ser humano que eliminara al resto de la humanidad se volvió una fantasía más imaginable, aunque todavía irrealizable, y la proporción pasó a dos tercios de todos los escenarios, que previeron el fin del mundo como productos de negligencias o de la mala intención humana. Aunque todavía dominados por los sentimientos optimistas, plantaron las semillas de la ansiedad.
El aliado más común de los científicos locos de esta época fue la electricidad, vista por el público ignorante como una fuerza semimística con propiedades caóticas e imprevisibles.

### Después de 1945
Los científicos locos tuvieron su apogeo en la cultura popular del período posterior a la Segunda Guerra Mundial. Los sádicos experimentos médicos de los nazis y la invención de la bomba atómica dieron lugar a auténticos miedos que la ciencia y la tecnología tenían fuera de control.
El desarrollo científico y tecnológico durante la Guerra Fría, con sus crecientes amenazas de destrucción inigualada, no ayudaron a reducir esta impresión. Los científicos locos aparecieron frecuentemente en la ciencia ficción y en las películas de la época. La película Dr. Strangelove or: How I Learned to Stop Worrying and Love the Bomb, en el que Peter Sellers interpreta al Dr. Strangelove, es quizás la última expresión de este miedo al poder de la ciencia, o al mal uso de tal poder.
En años más recientes, el científico loco, visto como un investigador solitario de lo desconocido y prohibido, tiende a ser sustituido por empresarios locos que planean sacar provecho desafiando las leyes de la naturaleza y la humanidad, independientemente de los sufrimientos ajenos; estos personajes contratan a científicos y especialistas para conseguir sus sueños retorcidos. 
Las técnicas de los científicos locos cambiaron después de Hiroshima. La electricidad fue reemplazada por las radiaciones, que se convirtieron en el nuevo medio para crear, agrandar o deformar la vida (por ejemplo, Godzilla). A medida que el público iba siendo más culto, entraron en escena la ingeniería genética y la inteligencia artificial.
Los científicos locos y la relación entre el hombre y la tecnología en general, se analizan por el webcomic A Miracle of Science. En la serie, los científicos locos son en realidad víctimas del Desorden Memético Relativo a la Ciencia, una enfermedad memética contagiosa que provoca un comportamiento obsesivo concentrado en algunas formas de tecnología.

## Consecuencias del estereotipo

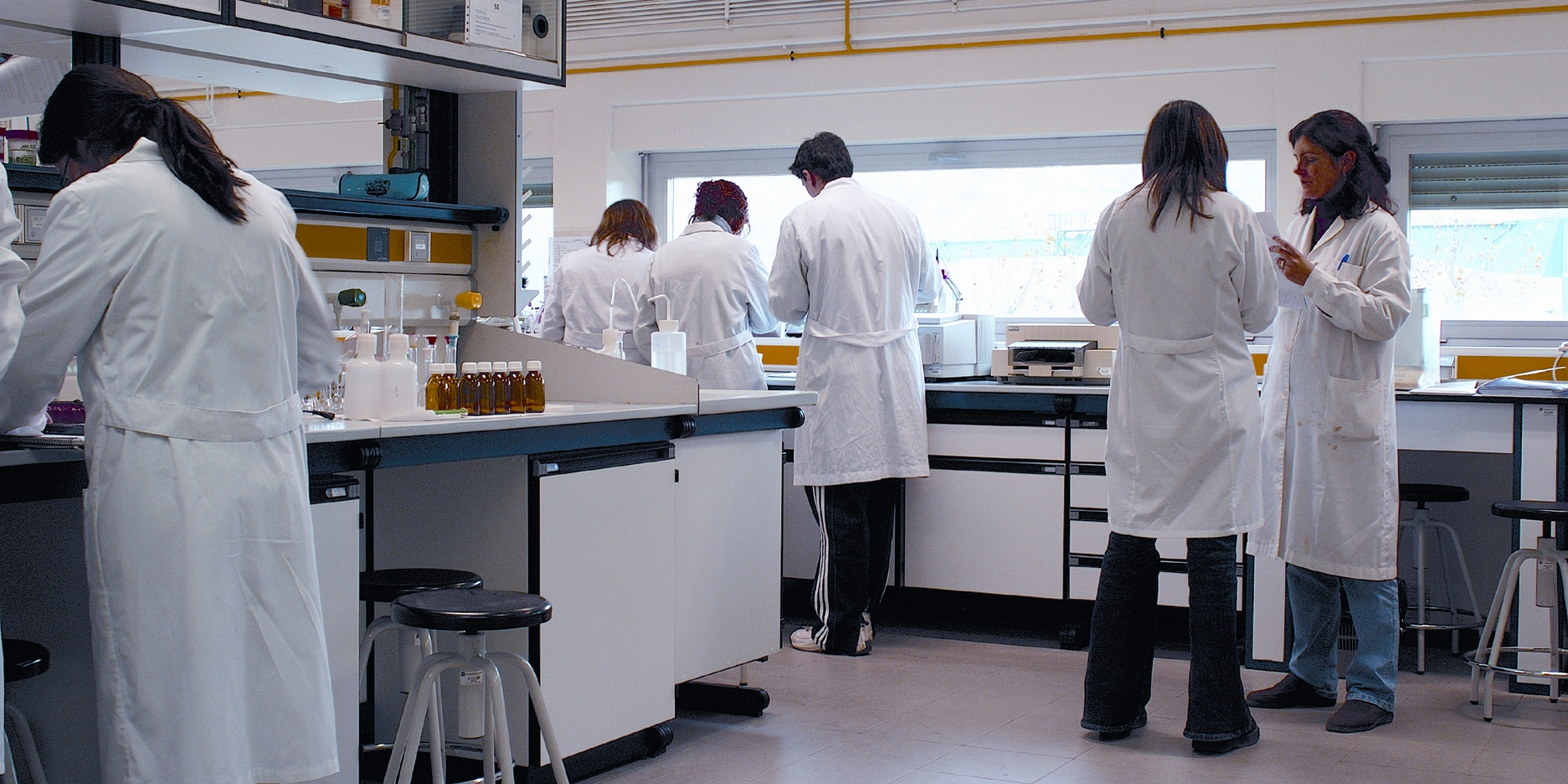
Un grupo de científicos reales, lejanos al estereotipo tradicional del científico loco.

Diversas investigaciones han indicado que los jóvenes, al describir a un científico, suelen considerar este estereotipo como correcto y cercano a la realidad. Esto tiene como consecuencia, según algunos grupos de investigación, un proceso de desidentificación con la ciencia y con las posibilidades de aprenderla en algunos grupos de estudiantes. Para estas investigaciones se suele utilizar el "Draw-a-Scientist Test" (DAST, Examen «Dibuja a un científico»), publicado por D.W. Chambers en 1983 recopilando dibujos de científicos hechos por niños entre 1966 y 1977. En sus descripciones suelen aparecer siempre científicos varones, aislados, alocados, mal vestidos, etc.
Al ser ésta una visión parcializada, han existido diversas propuestas de interés educativo para acercar a los jóvenes a modelos más cercanos a la realidad actual, compuesta por especialistas de ambos sexos, en constante conexión con el mundo y haciendo aportes de construcción colectiva a la sociedad. Estas iniciativas han intentado mostrar una visión más humanizada de las ciencias y su trabajo. Dentro de las líneas de intervención para la visión humanizada de las ciencias se destaca la valoración de científicos y científicas actuales y su trabajo, así como también otros aspectos de su vida que puedan acercarlos a la cotidianeidad de los estudiantes.

## Prototipos reales
Los científicos de la literatura y la imaginación popular han definido mejor nuestra imagen de "científico loco" más de lo que lo hayan hecho los verdaderos científicos, porque esa es su función, reflejar nuestros prejuicios. "Las creencias y comportamientos populares están más influenciados por las imágenes que por los hechos demostrables." (Roslynn Doris Haynes, 1994).
Algunos científicos reales, no necesariamente locos, cuya personalidad y, a veces el aspecto; que han contribuido al estereotipo han sido:

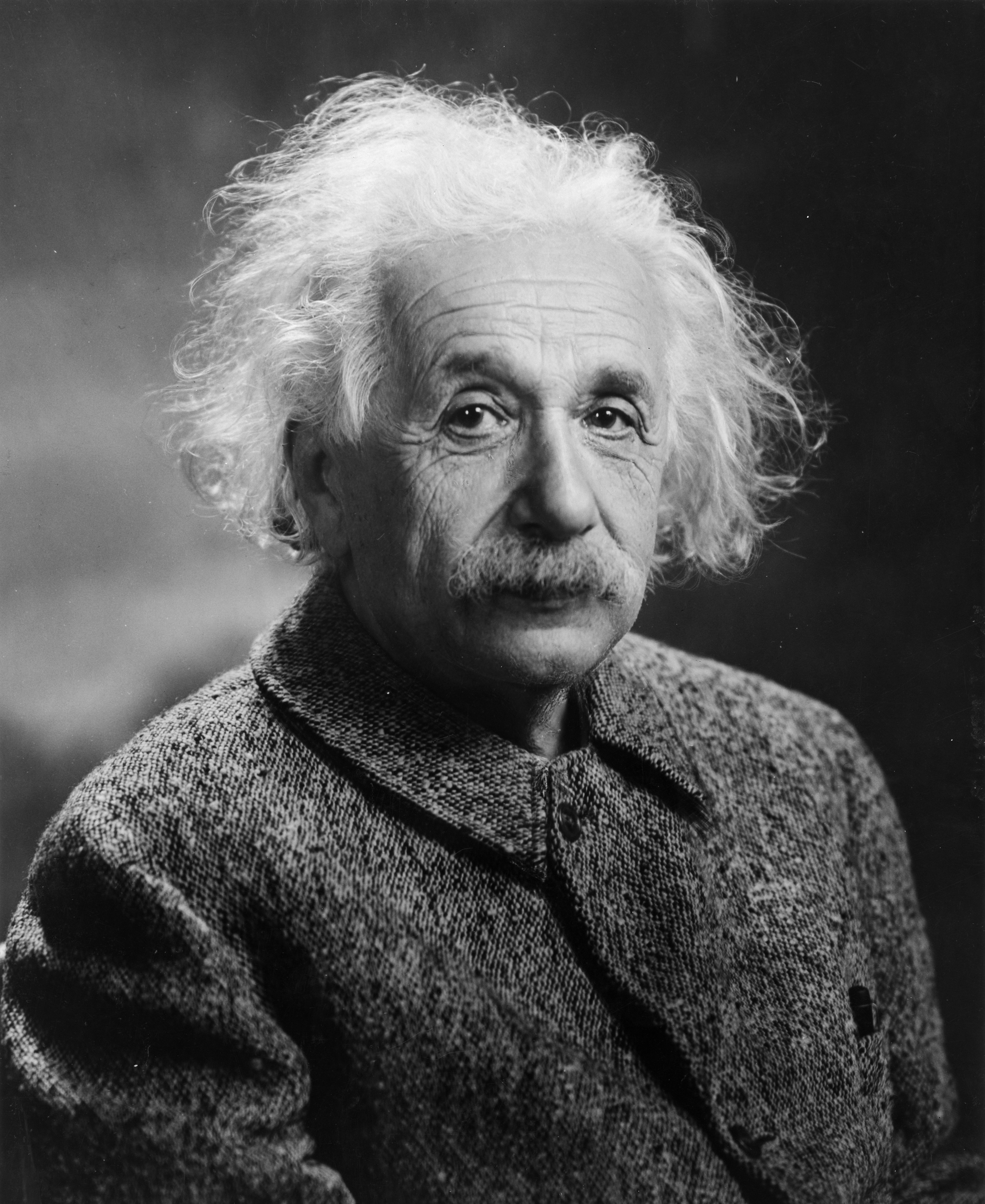
Albert Einstein.

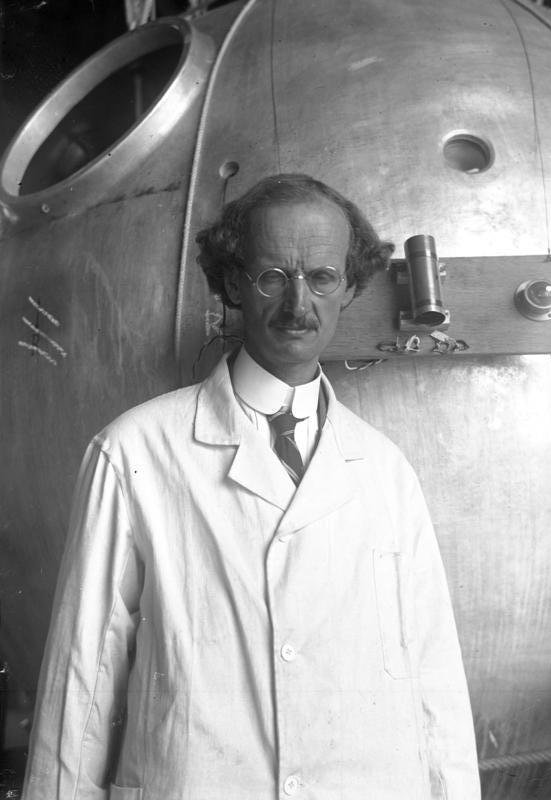
Auguste Piccard, que inspiró el personaje Profesor Tornasol de las aventuras de Tintín.

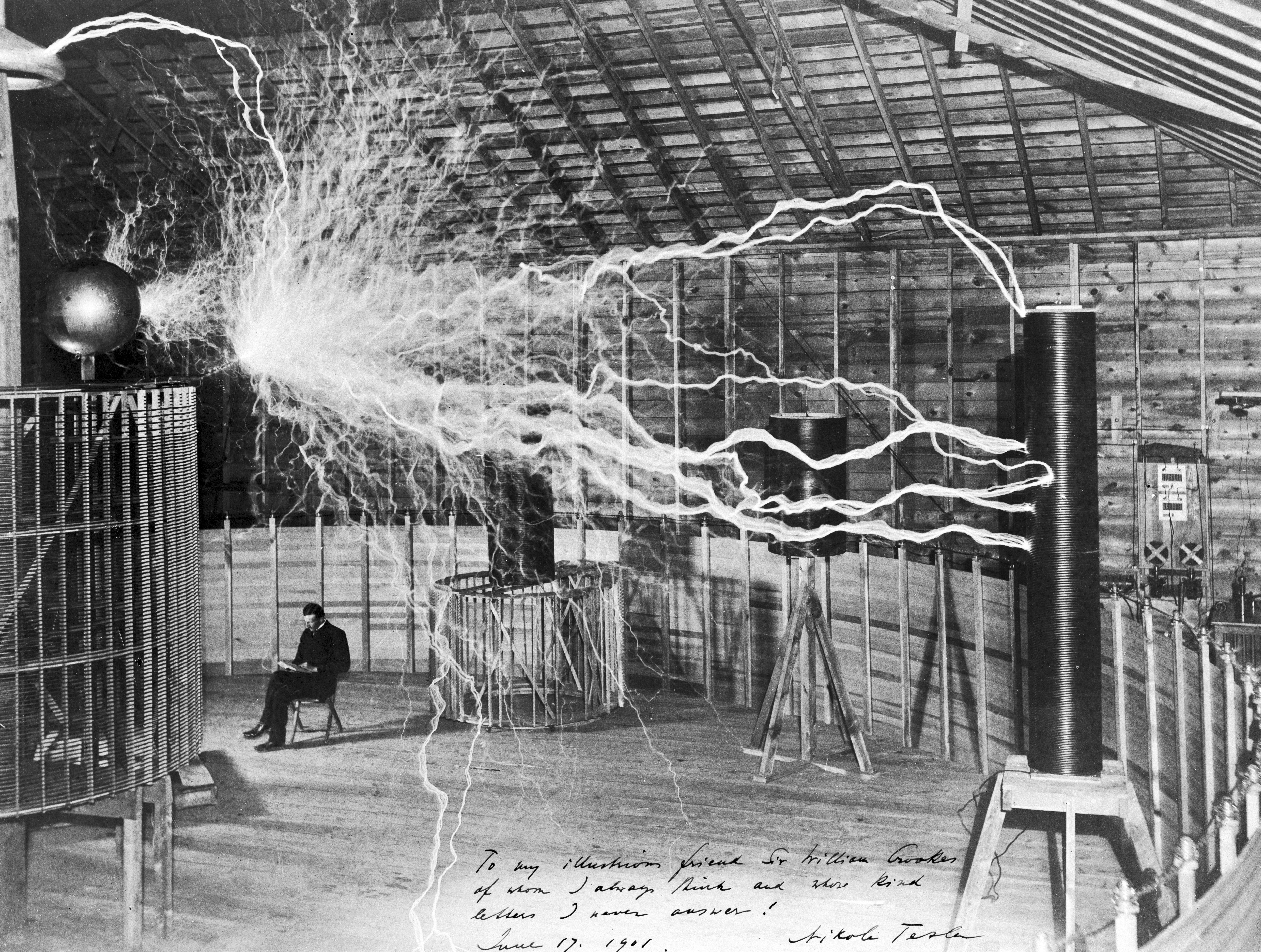
Nikola Tesla en su laboratorio, en torno a 1899. En realidad, la escena es un trucaje fotográfico, pero contribuyó a fomentar su imagen popular de genio extravagante.

- Jeremy Bentham, filósofo británico que se hizo momificar.
- Wernher von Braun, desarrollador de la tecnología misilística en Alemania y en los Estados Unidos.
- Gerald Bull, ingeniero.
- Horace Donisthorpe, mirmecólogo.
- Thomas Alva Edison, "El Mago de Menlo Park", inventor.
- Albert Einstein, físico, cuyo peinado viene comúnmente adjunto al científico loco o brillante.
- Paul Erdős, húngaro, uno de los matemáticos más prolíficos y excéntricos de la historia.
- Philo Farnsworth, inventor de la televisión y del primer mecanismo de fusión nuclear.
- Francis Galton, científico británico que desarrolló la estadística y la eugenesia.
- Dr. Shirō Ishii, Teniente General de la unidad 731 del ejército imperial japonés.
- Dr. Carl Gustav Jung, Psicoanalista suizo que combinó la ciencia psicológica con conceptos esotéricos.
- Trofim Lysenko, biólogo soviético que teorizó la genética rusa.
- Dr. Sigmund Freud, padre del psicoanálisis, basó todas sus teorías en hablar morbosamente de sexo.
- Stanley Milgram, psicólogo pionero de los estudios sobre la obediencia.
- Harry Harlow, psicólogo que quiso estudiar el amor por su privación.
- Oliver Heaviside, científico británico que reemplazó sus muebles por grandes bloques de granito.
- Herman Kahn, futurólogo que articuló la política de la destrucción mutua asegurada.
- Dr. Josef Mengele, médico nazi, el "Ángel de la Muerte" de Auschwitz.
- Profesor Julius Sumner Miller.
- Patrick Moore, astrónomo británico.
- Jack Parsons, investigador misilístico.
- Iván Petrovich Pavlov, fisiólogo, por sus estudios sobre el reflejo condicionado.
- Edward Teller, físico nuclear que trabajó en el desarrollo de la bomba de hidrógeno.
- Nikola Tesla, físico, matemático, inventor e ingeniero mecánico y eléctrico.
- B. F. Skinner, conductista y utopista.
- John von Neumann, matemático.
- Auguste Piccard, inventor y explorador suizo, creador del batiscafo Trieste.
- Edward A. Murphy Jr., ingeniero aeroespacial estadounidense, famoso y recordado por enunciar la cómica "Ley de Murphy", que dice que "Todo lo que puede salir mal, saldrá mal".
- Grigori Perelman, matemático ruso que rechazó la Medalla Fields y el premio dotado de 1 millón de dólares por el Instituto Clay de Matemáticas por su resolución de la Conjetura de Poincaré.

## En la ficción
Algunos científicos[cita requerida] locos han sido protagonistas, antagonistas o personajes secundarios de diversas obras literarias, películas, series, dibujos animados, videojuegos, manga y anime:
- Alto Evolucionador (Marvel Comics)
- Dr. Emmett Brown (Back to the Future)
- Dr. Fausto
- Griffin (El hombre invisible)
- John Hammond (Jurassic Park)
- Dr. Albert W. Wily (Mega Man, mayor representante del "científico loco" en el universo de los videojuegos.)
- Dr. Arnim Zola (Marvel Comics)
- Erik Selvig (Universo Cinematográfico de Marvel)
- Dexter (El laboratorio de Dexter)
- Warren Vidic (Assassin's Creed)
- Rick Sánchez (Rick y Morty)
- N.Brio (Crash Bandicoot)
- N.Gin (Crash Bandicoot)
- Doctor Poison (DC Comics)
- Doctor Neo Cortex (Crash Bandicoot)
- Víctor Frankenstein (Frankenstein)
- Doctor Octopus (Marvel Comics)
- Espantapájaros (DC Comics)
- Dr. Jumba Jookiba (Lilo & Stitch)
- Dr. Heinz Doofenshmirtz (Phineas y Ferb)
- Doctor Mortis
- Karl Malus (Marvel Comics)
- Doctor Doom (Marvel Comics)
- Sr. Crocket (Los Padrinos Mágicos)
- M.O.D.O.K. (Marvel Comics)
- El Abuelo (La familia Monster)
- Profesor Hubert Farnsworth (Futurama)
- Profesor Neurus (Hijitus)
- Doctor Drakken (Kim Possible)
- Kang el Conquistador (Marvel Comics)
- Ichirō Mihara (Angelic Layer)
- Profesor Bacterio (Mortadelo y Filemón)
- Ian Malcom (Jurassic Park)
- Mayuri Kurotsuchi (Bleach)
- Doctor Sivana (DC Comics)
- Profesor Frink (Los Simpson)
- El Líder (Marvel Comics)
- Dr. Stein (Soul Eater)
- Rintarō Okabe (Steins;Gate)
- Profesor Finbarr Calamitus (Jimmy Neutrón)
- Dr Nefario (Despicable Me)
- Walter Bishop (Fringe)
- Megamente (Megamente)
- Profesor Tomoe (Sailor Moon)
- GLaDOS (Portal)
- Kyōma Hōōin (Steins;Gate)
- Flint Lockwood y Chester V (Cloudy with a Chance of Meatballs)
- Dr. Zomboss (Plantas VS. Zombis)
- Dr. Eggman (Sonic the Hedgehog)
- Dr. Alphonse Mephisto (South park)
- Hiedra Venenosa (DC Comics)
- Tío Lucas (Los Locos Addams)
- Gyro Gearloose (Ciro Peraloca en Hispanoamérica, aunque no necesariamente está loco, este personaje de Disney inventa cosas raras).
- Profesor Tornasol (Tintín)
- Dr. Mordin Solus (Mass Effect)
- Mr. Freeze (DC Comics)
- El Profesor (El gato Félix)
- Singed el químico loco (League of Legends)
- Desty Nova (GUNNM)
- Beakman (El mundo de Beakman)
- Wallace Breen (Half-Life 2)
- Dr. Frappe (Dragon Ball)
- Dr. Uirō (Dragon Ball Z)
- Dr. Brief (Dragon Ball Z)
- Dr. Gero (Dragon Ball Z)
- Dr. Myu (Dragon Ball GT)
- Lisa Loud (The Loud House)
- Profesor Inventillo (El Chapulín Colorado animado)
- Dr. Moquillo (El Chapulín Colorado Animado)
- Dr. Hedo (Dragon Ball Super: Super Hero)
- Profesor Hojo (Final Fantasy VII)
- Senku Ishigami (Dr. Stone)

## Anecdotario
Una investigación sobre 1000 películas de terror distribuidas en el Reino Unido entre 1930 y 1980 reveló que los científicos locos o sus creaciones han sido los villanos del 30% de las películas; que la investigación científica ha producido en el 39%  las amenazas y que, en cambio, los científicos han sido los héroes de solamente once películas.